# Rocheservière
Rocheservière település Franciaországban, Vendée megyében. Lakosainak száma 3571 fő (2022. január 1.). Rocheservière Legé, Corcoué-sur-Logne, Vieillevigne, Les Lucs-sur-Boulogne, Saint-Philbert-de-Bouaine és Montréverd községekkel határos.

## Népesség
A település népessége az elmúlt években az alábbi módon változott:
| Lakosok száma | 3065 | 3221 | 3347 | 3322 | 3350 | 3400 | 3467 | 3519 | 3571 |
|               | 2013 | 2015 | 2016 | 2017 | 2018 | 2019 | 2020 | 2021 | 2022 |